# Clathria unica
Clathria unica är en svampdjursart som beskrevs av Cuartas 1992. Clathria unica ingår i släktet Clathria och familjen Microcionidae. Inga underarter finns listade i Catalogue of Life.